# ビエッラ
ビエッラ（イタリア語: Biella ( 音声ファイル)）は、イタリア共和国ピエモンテ州にある都市で、その周辺地域を含む人口約4万5000人の基礎自治体（コムーネ）。ビエッラ県の県都である。「ビエラ」とも表記される。
アルプスのふもとに位置する織物工業の中心都市である。世界三大毛織物産地の1つと言われる。

## 地理

### 位置・広がり
トリノの北東80km、ミラノの西北西80kmに位置する。

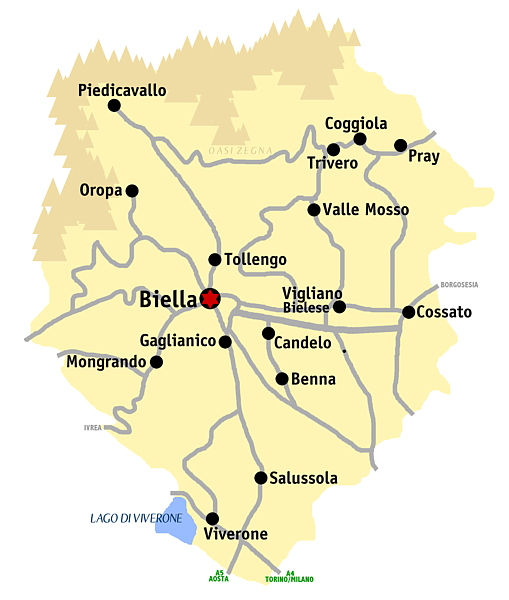
ビエッラ県概略図

#### 隣接コムーネ
隣接するコムーネは以下の通り。括弧内のAOはヴァッレ・ダオスタ州所属を示す。
- アンドルノ・ミッカ
- カンピーリア・チェルヴォ
- カンデーロ
- Fontainemore (AO)
- ガリアーニコ
- オッキエッポ・インフェリオーレ
- オッキエッポ・スペリオーレ
- ペッティネンゴ
- ポッローネ
- ポンデラーノ
- プラルンゴ
- ロンコ・ビエッレーゼ
- サリアーノ・ミッカ
- ソルデーヴォロ
- トッレーニョ
- ヴィリアーノ・ビエッレーゼ
- ズマーリア

### 地勢
アルプスの南麓に位置し、泉や川に恵まれている。ビエッラ・アルプス山脈 (Biellese Alps) から流れ下ったエルボ川 (Elvo) が市域の西を流れ、同じくチェルヴォ川 (Cervo (river)) がビエッラの市街地の東を流れている。

## 行政

### 分離集落
ビエッラには、以下の分離集落（フラツィオーネ）がある。
Barazzetto, Chiavazza, Colma, Cossila San Giovanni, Cossila San Grato, Favaro, Oropa, Pavignano, Vaglio, Vandorno

## 姉妹都市
- 桐生市 （日本・群馬県）[5][6][7]
  - 1963年10月12日 姉妹都市提携締結

桐生市に建設中であった聖クララ女子修道院を駐日イタリア大使が訪問したことが契機で、地形・産業形態（織物産業）の類似を縁としてビエッラと提携を結ぶこととなった。日本とイタリアとの姉妹都市協定では2番目に古いものである。
- アレキパ （ペルー）
- トゥールコワン （フランス）
- 威海 （中国）